# Clelandella
Clelandella is een geslacht van weekdieren uit de klasse van de Gastropoda (slakken).

## Soorten
- Clelandella artilesi Vilvens, Swinnen & Deniz, 2011
- Clelandella azorica Gofas, 2005
- Clelandella dautzenbergi Gofas, 2005
- Clelandella madeirensis Gofas, 2005
- Clelandella miliaris (Brocchi, 1814)
- Clelandella myriamae Gofas, 2005
- Clelandella perforata Gofas, 2005